# Amhara (regio)
Amhara is een regio (kilil of staat) van Ethiopië. De hoofdstad van de regio is Bahir Dar en de regio heeft 19.624.000 inwoners (2007).

## Geografie
De regio ligt in het noordwesten en midden van Ethiopië en grenst aan Soedan, en de overige Ethiopische regio's Benishangul-Gumuz, Tigray, Afar en Oromiya.
De naam is ontleend aan de historische provincie Amhara, waaraan ook het Amhaars en de Amharen hun naam ontlenen.
Belangrijke steden zijn, naast de hoofdstad; Gondar, Kombolcha, Dessie, Debre Berhan, Debre Markos, Lalibela en Weldiya.

## Bevolking
De regio is in 1995 op etnische gronden opgericht. De Amharen vormen de omvangrijkste etnische groep van de regio (91,2%).

## Zones
| - Agew Awi - Bahir Dar (speciale zone) - Mirab Gojjam - Misraq Gojjam - Debub Gondar - Semien Gondar |  | - Wag Hemra - Oromiya - Semien Shewa - Debub Wollo - Semien Wollo |

Regio's (kililoch): Afar · Amhara · Benishangul-Gumuz · Gambela · Harari · Oromia · Sidama · Somali · Tigray · Yedebub Biheroch Bihereseboch na Hizboch · Zuidwest
Bestuurlijk onafhankelijke steden (astedader akababiwach): Addis Abeba · Dire Dawa